# Ausschreitungen in Odessa am 2. Mai 2014

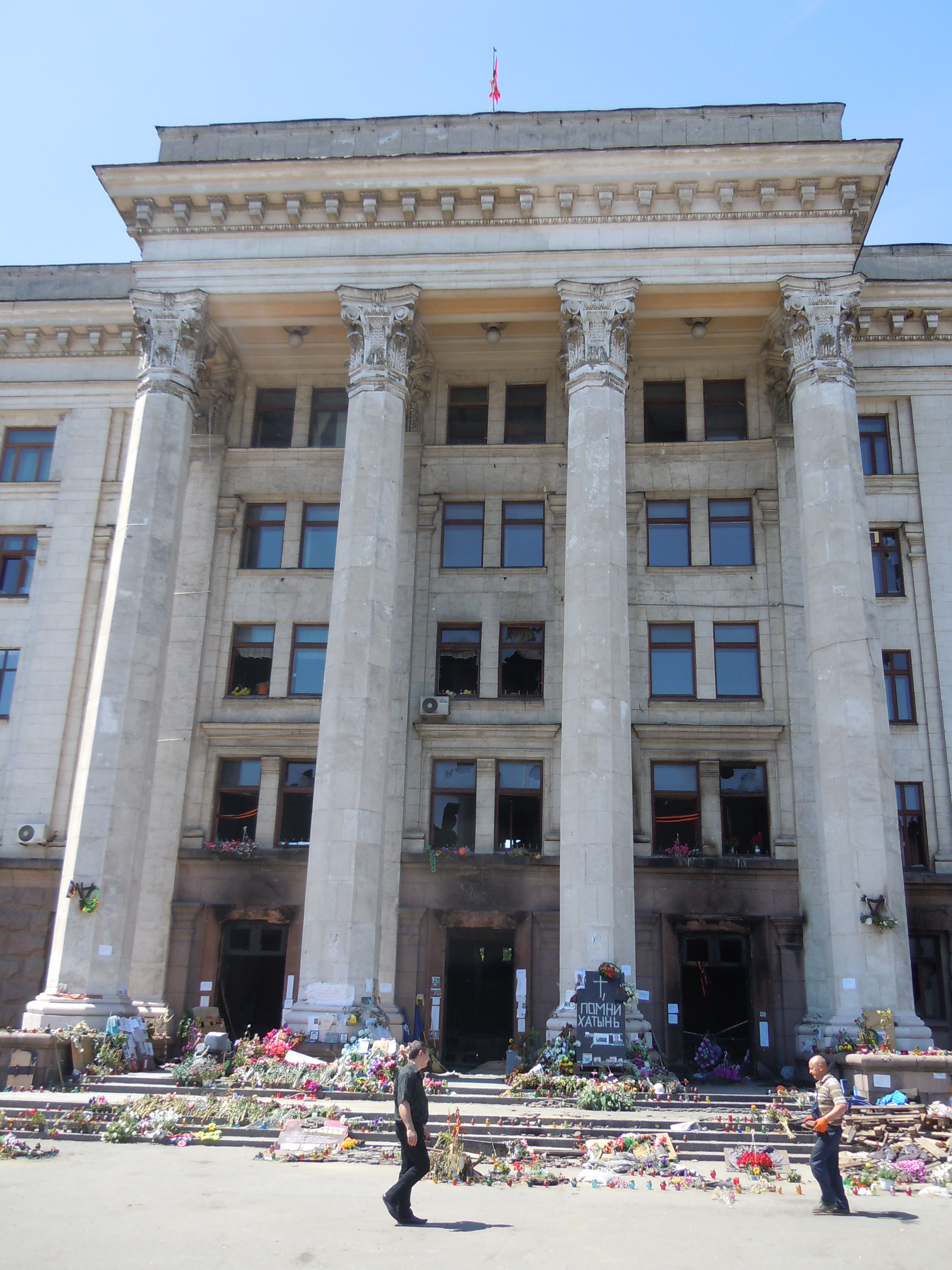
Das Gewerkschaftshaus nach den Ausschreitungen

Die Ausschreitungen in Odessa am 2. Mai 2014 waren eine Reihe von Zusammenstößen zwischen proukrainischen und prorussischen Demonstranten in Odessa, bei denen 48 Menschen ums Leben kamen und mehr als 200 verletzt wurden. Die Kämpfe begannen mit einem Angriff prorussischer Aktivisten auf einen proukrainischen „Marsch der Einheit“, und endeten, als ein Gewerkschaftshaus, in dem sich prorussische Personen versteckt hatten, in Brand geriet.
Die Ausschreitungen waren das folgenreichste Einzelereignis nach dem Euromaidan und außerhalb der Kampfhandlungen des Russisch-Ukrainischen Krieges.

## Verlauf der Ausschreitungen

### „Marsch der Einheit“

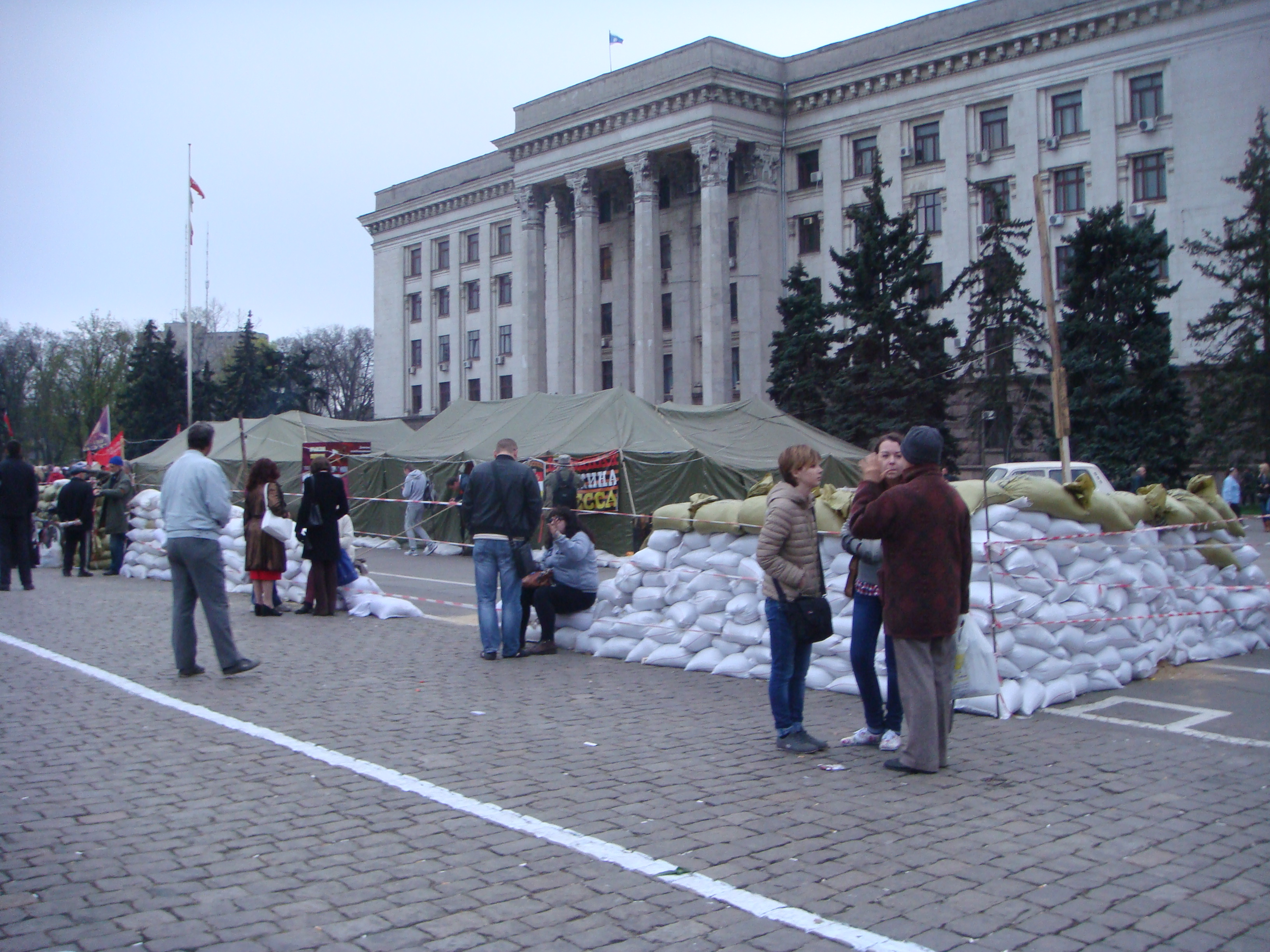
Das Protestcamp der Anti-Maidan-Aktivisten auf dem Kulikow-Platz vor dem Gewerkschaftsgebäude April 2014

Für den 2. Mai 2014 wurde ein Fußballspiel zwischen Metalist Charkiw und Tschornomorez Odessa angekündigt. Anhänger beider Fußballvereine hatten sich auf einen „Marsch der Einheit der Ukraine“ zum Stadion geeinigt. Diesem schlossen sich auch Anhänger verschiedener proukrainischer Gruppen an, darunter Veteranen der Maidanproteste aus Kiew, Angehörige der Maidan-Selbstverteidigungskräfte und des Rechten Sektors. Nach Angaben von Beobachtern waren einige Personen bewaffnet. Insgesamt nahmen mindestens 2.000 Menschen teil.
Seit Mitte April hatte auf dem Kulikow-Platz ein Zeltlager von Anti-Maidan/prorussischen Aktivisten bestanden, zu welchem ukrainische Menschenrechtsaktivisten später Aussagen von Beteiligten veröffentlichten, nach denen das Zeltlager von prorussischen Organisationen oder dem russischen Staat selbst finanziert worden sei.
Etwa 300 prorussische Aktivisten sammelten sich bewaffnet in der Innenstadt, um den „Marsch der Einheit“ anzugreifen. Die Polizei hatte einen Kessel vorbereitet zur Trennung der Gruppen, jedoch entkamen die Aktivisten kurz vor dem Kessel, so dass die Situation nach dem Zusammentreffen der Gruppen schnell unübersichtlich wurde und es zu einer über drei Stunden andauernden Straßenschlacht kommen konnte.
Insgesamt zählten Menschenrechtler sechs Personen, die in dieser Phase als Folge von erlittenen Schussverletzungen starben. Der erste Tote soll Andrij Birjukow gewesen sein, auch nach 8 Jahren war nicht klar, woher der Schuss kam. Anderen Quellen zufolge handelte es sich bei dem Todesschützen um den pro-russischen Aktivisten Vitalij Bud’ko mit dem Kampfnamen „Bocman“.

### Angriff auf das prorussische Zeltlager vor dem Gewerkschaftshaus
Nachdem sich die prorussischen Aktivisten zerstreut hatten, forderten Anführer des „Marsches der Einheit“ ihre Anhänger auf, zum Zeltlager der prorussischen Aktivisten am Kulikow-Platz zu marschieren. Diese zogen sich ins nahe gelegene Gewerkschaftshaus zurück. Etwa eine Stunde später erreichten proukrainische Aktivisten das Zeltlager und brannten die Zelte nieder. Anschließend bewarfen sich die proukrainischen Aktivisten außerhalb des Gewerkschaftshauses und die prorussischen Aktivisten im Inneren des Gewerkschaftshauses gegenseitig mit Brandsätzen. Auf beiden Seiten seien auch Schüsse gefallen.
Im Verlaufe des Abends brach schließlich ein Brand im Gewerkschaftshaus aus, so dass um 19:43 Uhr die Feuerwehr alarmiert wurde. Die Feuerwehr traf erst 40 Minuten nach der Alarmierung ein. Während des Brandes war die Situation sehr zwiespältig; während zum Teil der aufgestaute Hass ausgelebt wurde, wurden gleichzeitig Menschen in Not von Beteiligten aller Seiten gerettet. Mindestens 42 prorussische Aktivisten starben, davon 32 im Gebäude selbst und 10 weitere bei dem Versuch, aus Fenstern zu springen. Die Polizei am Kulikow-Platz griff nicht ein.
Durch den Kamineffekt im Treppenhaus kam es während des Brands der hölzernen Barrikaden zu hohen Temperaturen. Wer sich jedoch nicht der Treppe näherte und nicht zum Fenster hinaus gesprungen war, überlebte.

### Strafverfolgung

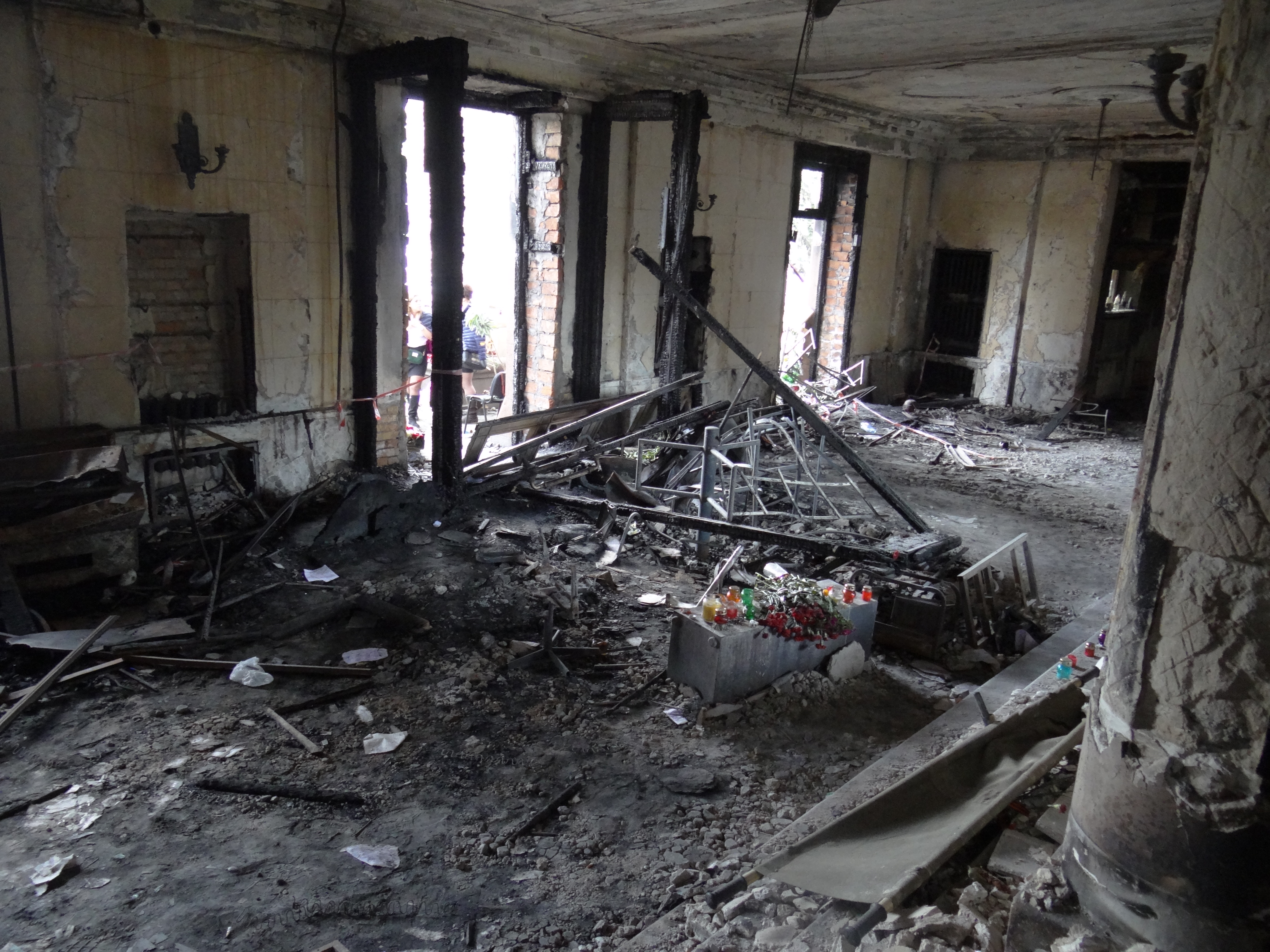
Im Inneren des Gewerkschaftshauses nach dem Feuer

Die Ukraine leitete Strafverfahren ein und bestellte mehrere Untersuchungskommissionen. Von rund 100 hauptsächlich prorussischen Aktivisten, die die Polizei festgenommen oder in Schutzhaft genommen hatte, wurden 67 am 4. Mai von prorussischen Demonstranten befreit. Geistliche der Russisch-Orthodoxen Kirche hatten Demonstranten am Kulikow-Platz aufgefordert, zum Polizeipräsidium zu marschieren und die Freilassung dieser Personen zu fordern.
Im November 2015, eineinhalb Jahre nach den Ausschreitungen, kritisierte der Europarat die Untersuchungen der ukrainischen Justiz. Laut seinem Bericht sei „kein substanzieller Fortschritt bei den Untersuchungen gemacht worden“. Sie seien weder unabhängig noch effizient gewesen. Zudem mangele es den ukrainischen Behörden an der „notwendigen Gründlichkeit und Sorgfalt“.
Im September 2016 sagte der zuständige Staatsanwalt, einige Hauptverdächtige seien ermittelt.
2016 bemängelte das Büro des Hohen Kommissars der Vereinten Nationen für Menschenrechte, dass die ukrainischen Behörden nur Ermittlungen gegen prorussische Aktivisten eingeleitet hatten. 2018 beanstandete es die weiterhin einseitigen Ermittlungen.
Stand 2020 wurde niemand für den Brand und die dortigen Todesfälle bestraft und es ist auch nicht bekannt, wer das Feuer legte.
Der europäische Gerichtshof für Menschenrechte (EGMR) hat am 13. März 2025 entschieden, dass es die zuständigen Staatssicherheitsorgane unterlassen haben schützende Maßnahmen einzuleiten und durch dieses Unterlassen die Rechte der deswegen zu Tode gekommenen nach Art. 2 der Europäischen Menschenrechtskonvention (EMRK) in ihrem „Recht auf Leben“ verletzt wurden. Weiterhin wurde festgestellt, dass bei den Ermittlungen Beweise vorsätzlich nicht oder nur unzureichend gewürdigt worden sind und die verspätete Übergabe einer Leiche an die Familie dessen Rechte auch nach Art. 8 EMRK verletzt hat. Den klagenden Familienangehörigen wurden Zahlungen zugestanden. Weiterhin stellte der EGMR fest, dass Desinformation und Propaganda aus Russland zu den tragischen Ereignissen beigetragen haben. Die Zusammenstöße hätten mit einem Angriff einer Gruppe von Anti-Maidan-Aktivisten begonnen, der eine aggressive Desinformationskampagne über die neue ukrainische Regierung und Maidan-Unterstützer durch russische Behörden und Massenmedien vorausgegangen sei.  Gleichzeitig wies das Gericht darauf hin, dass eine Reihe von Beamten aus Odessa, die für Fehlverhalten verantwortlich waren, später nach Russland flohen und die russische Staatsbürgerschaft erhielten.

## Reaktionen
Der Gouverneur der Oblast Odessa, Wolodymyr Nemyrowskyj, ordnete Staatstrauer an, entschuldigte die proukrainischen Angreifer aber damit, dass deren Aktionen gegen keine Gesetze verstoßen hätten, weil man „bewaffnete Terroristen“ (gemeint sind die „Anti-Maidan“-Aktivisten) hätte bekämpfen müssen. Russland bezeichnete das Ereignis als „Terror gegen die Zivilbevölkerung“. Die USA riefen angesichts der hohen Gewalt in Odessa zur sofortigen Deeskalation auf. In einer Pressemitteilung des Auswärtigen Amtes zeigte sich der damalige deutsche Außenminister Frank-Walter Steinmeier bestürzt über den „qualvollen Tod“ von dutzenden Menschen. Außerdem forderte Steinmeier, dass das schreckliche Ereignis als „Weckruf dienen sollte“.